# Green Day: Rock Band
Green Day: Rock Band är ett tv-spel från 2010 släppt av Harmonix 11 juni 2010 som en uppföljare till The Beatles: Rock Band vilket släpptes 2009.

## Låtlista
Några av låtarna i spelet:
- 21st Century Breakdown
- American Idiot
- Basket Case
- Before the Lobotomy
- Boulevard of Broken Dreams
- Brain Stew
- Chump
- Geek Stink Breath
- Good Riddance (Time of Your Life)
- Holiday
- Homecoming
- Horseshoes and Handgrenades
- Jesus of Suburbia
- Longview
- She's a Rebel
- Song of the Century
- St. Jimmy
- The Static Age
- Wake me up when September ends
- Warning
- Welcome to Paradise
- When I come around